# 佛教大学附属幼稚園
佛教大学附属幼稚園（ぶっきょうだいがくふぞくようちえん）は、京都市右京区に所在する佛教大学付属の幼稚園である。学校法人佛教教育学園が運営している。

## 概要
仏教精神に基づく情操を養うことを理念としており、浄土宗の総本山である知恩院への参拝やはなまつり、勢至まつり（勢至丸、法然の幼名）といった仏教行事がある。園では大学の学生による園児を対象とした演奏会・人形劇などの催し物が開かれるほか、保護者向けに大学教員による子育て講演会や心理相談室の開放が実施されている。敷地には運動会などにも使用される佛教大学広沢グラウンドや宗教文化ミュージアムが隣接する。2009年度現在の収容定員は230名、教員15名、職員2名。
3歳から5歳児の預かり保育も行われている。

## 沿革
- 1949年 - 学制改革に伴い、新制「佛教大学」を設立。学校法人浄土宗教育資団設置認可。
- 1976年 - 佛教大学付属幼稚園設置。
- 2009年 - 佛教大学附属幼稚園に園名変更[4]。

## 行事
- 4月 - 始業式、入園式、はなまつり
- 5月 - 勢至まつり、いちご狩り
- 6月 - プール開き、卒園児同窓会
- 7月 - 七夕まつり、笹焼き、終業式、お泊り保育（年長）
- 8月 - 夏期保育、夏まつり
- 9月 - 始業式、祖父母参観
- 10月 - 運動会、さつまいも掘り、広沢なかよしまつり
- 11月 - やきいもパーティ
- 12月 - お餅つき、釈尊成道会、終業式
- 1月 - 始業式、修正会、たこあげ大会、法然上人御忌会
- 2月 - 節分・豆まき、釈尊涅槃会、生活発表会
- 3月 - 本山（知恩院）参拝、ひなまつり、年長を送る会、卒園式、終業式

※ 出典

## 周辺施設
- 広沢池
- 大覚寺
- 釈迦堂
- 遍照寺
- 千代の古道

※ 出典